# Need for Speed: Underground 2
Need for Speed: Underground 2 (2004) je više-platformska trkačka video-igra, osma po redu u Need for Speed serijalu koji je razvio Electronic Arts. Prodata je u 11 miliona primeraka. Nastavak je prethodne igre, Need for Speed: Underground.
Igra je portovana i na PSP konzolu kao Need for Speed: Underground Rivals. Nintendo DS verzija ove igre omogućava korisniku da dizajnira nalepnice za ukrašavanje automobila.
Brooke Burke pozajmila je glas igračevom vodiču Rachel Teller.

## Okruženje
Igra podrazumeva trke modifikovanim kolima u fiktivnom gradu Bayview. Donosi nekoliko novih mogućnosti, kao što je širi spektar modifikovanja automobila, nove metode biranja uličnih trka i slobodan mod kretanja (istraživanja") grada. Takođe nam predstavlja nekoliko SUV-a, odnosno džipova, koji se modifikuju isto kao i ostala i trkaju sa drugim SUV vozilima.
Bayview je mozaik različitih sredina SAD. Centar grada (City center) baziran je na Filadelfiji, kraj Beacon Hill baziran je na Beverli Hilsu, a kraj Coal Harbor baziran je na gradu Kamdenu u Nju Džersiju

## Gejmplej
U nameri da se nastave trkačke mogućnosti objedinjene u prethodnoj verziji igre (Kružna ( Circuit ), jednosmerna ( Sprint ), pravčane ( Drag ) i zanošenje u krivini ( Drift )), četiri varijacije trka su omogućene u Nid for Spid Andergraundu 2. Jedna vrsta trke je izbačena u ovoj verziji a to su eliminaciona takmičenja ( Knockout competitions ). Ipak, ova mogućnost postoji u kružnim trkama u van-karijerijskim trkama ( Non-career races ). Andergraund 2 je unikatna u odnosu na ostale igre u Nid for Spid serijalu, po tome što moramo da se odvezemo do neke trke koja je na mapi, dok u ostalim verzijama možemo izabrati neku trku sa menija. Većina trka je obeležena na radaru, ali neke su skrivene i igrač ( player ) ih mora tražiti ukoliko želi da ih igra.
Kružna trka je standardna trka koja podrazumeva do 4 automobila koji kruže stazom, prolaze kroz start i nastavljaju. Kružna trka ima najčešće između 4 i 2 kruga. Jednosmerna ( Sprint ) trka je slična kao i kružna samo što se kola ne vraćaju na startnu poziciju. To je trka od tačke A do tačke B podrazumevajući najviše 4 vozila, i zbog dizajna staze postoji samo jedan krug. Uvijene staze ( Street X ) su slične kružnim ali su zbog nekih stvari sličnije drift trkama.
Driftovanje je jedno od lakših načina trkanja ( zaviseći od težine gameplay-a ) u Nid for Spidu. Jedina razlika u ovom drift modu poredeći sa prethodnim delom je u tome što igrač driftuje sa takmičarima u isto vreme. Igrač se takmiči protiv najviše 3 takmičara. Poeni se zarađuju tako što igrač završi sa proklizavanjem bez udara u zid ili druge učesnike saobraćaja. Kao u modu Street X, nije dozvoljena upotrebna nitro-oksida ( nitrous oxide ). Postoje takođe neke trke nizbrdo u kojima igrač treba da dođe od vrha do podnožja, naravno uz što više proklizavanja, kao i u sprint trkama odnosno od tačke A do tačke B. U ovakvim trkama se vozi bez protivnika, odnosno kroz normalan saobraćaj. Poeni se dodatno uvećavaju tako što se proklizava blizu drugih učesnika u saobraćaju. Dreg trke ( potezanje na pravcu )su trke od tačke A do B koje forsiraju igrače da koriste manuelnu transmisiju. Upravljanje vozilom je simulirano kao kod menjanja traka. Dok se igra brine oko upravljanja u traci, igrač se koncentriše na brzinu automobila. Skala koja prikazuje nitro-oksid je uvećana i nalazi se na desnoj strani ekrana.
Liga podzemnog trkanja ( Underground Racing League (URL) ) je skup turnira koja podrazumeva ograđene staze van gradskih ulica - ili kružno trkanje ili piste na aerodromu. Ovi turniri obično se sastoje od jedne do tri trke, sa igračem koji se trka protiv 5 protivnika. Na turnirima sa 2 ili više trke, koristi se sistem bodovanja. Na kraju svake trke, vozač dobija određenu vrednost bodova u skladu sa osvojenom pozicijom na trci. Konačni rezultat na kraju ovih trka proglašava pobednika turnira.
Tokom vožnje gradom, igrači mogu izazvati na trke ostale protivnike dok se voze gradom u "jedan na jedan" trkama. Vodećem je dodeljena sloboda da izabere njegovu rutu trke i mora pokušati da distancira protivnika minimum 300 metara da bi pobedio. Pobeda u ovim trkama može rezultovati mogućnošću da igrač dobije besplatno neko jedinstveno modifikovanje. Sistem trkanja je sličan kao onaj u Tokyo Xtreme Racer i Wangan Midnight video igrama, koji koristi životne podeoke umesto da na osnovu distanciranja proglasi pobednika. Kada je osvojen određeni broj trka od strane igrača, nagradiće ga sa jedinstvenim delom automobila besplatno, od drugog trkača. Ovi delovi su neophodni da bi se postigao stoti procenat "pređenosti" igre.

### Kola
Kao i u Nid For Spid-u : Andergraund, Andergraund 2 nastavlja da nudi slična vozila za dogradnju i unapređivanje, od kojih su najviše Japanski modeli, sa prilično velikim brojem Evropskih i Američkih modela. Dodatno, Andergraund 2 je prva igra u Nid for Spid serijalu koja nudi tri džipa (SUV-a) kao trkačka vozila, koji mogu da se modifikuju još više od njihovih "kolega". Takođe to je druga igra u Nid for Spid serijalu posle Nid for Spid : Andergraund-a da nudi Korejski automobil ( Hyundai Tiburon ), kao trkački auto. Ukupno je dostupan 31 automobil.
Modifikacija u Andergraundu 2 je značajno proširena u poređenju sa prošlim iteracijama iz izdanja. Vizuelna kastomizacija se proširila mogućnošću da se modifikuju prednji i zadnji branici automobila, kao i bočni, zatim spojleri, haube, auspusi, vrata, krovni spojleri, točkovi (uključujući i mogućnost da se stavljaju spineri ( spinners ), prednja i zadnja svetla, retrovizore i boju automobila. Šare i nalepnice se takođe mogu dodati, kao i ozvučenje u autu (zvučnici, pojačala i vuferi), hidraulika, boce nitro-oksida i neonsko osvetljenje ispod auta. Većina vizuelnih modifikacija automobila nemaju nikakav efekat na performanse automobila. Sistem ozvučenja, na primer, mogu da se smeste u gepek auta, ali nemaju nikakvu svrhu sem vizuelnih efekata. Hidraulika se može koristiti u kombinaciji sa nitro-oksidom pri započinjanju trke, koja kod nekih vozila mogu doprineti boljem ubrzanju pri startu. Performanse i upravljanje kolima je poboljšano "šminkerskom" modifikacijom kao što su spojleri i haube, koji rezultuju boljom aerodinamičnošću. Sve ove modifikacije se zahtevaju za prelaženje igrice.
Performanse automobila takođe mogu biti regulisane nadogradnjom motora, jedinicom za kontrolu motora (ECU), transmisijom, ogibljenjem, dodavanjem nitro-oksida, guma, kočnica, smanjivanjem ukupne mase automobila i dodavanje Turba. Igrač ima sposobnost da ili poboljša performanse kroz nadogradne pakete ili da nadogradi neki specifični deo iz nekog nadogradnog paketa po želji. Nid for Spid : Andergraund 2 takođe predstavlja sistem odnosno traku za merenje performansa automobila, koja dozvoljava igraču da specifično "tjunira" neki deo mehaničkog sklopa kao što je vešanje opruga ( suspension springs ), prednje i zadnje amortizere ( shock absorbers ), opseg stepena prenosa ( gear ratios ), aerodinamika ( aerodynamics ), koncentraciju kočenja, prijanjanje guma ( tire grip ), itd. Igrač može testirati podešavanja koja je napravio na traci za merenje performansa, gde će mu biti saopštene informacije kao što je ubrzanje od 0 do 100 kilometara na sat, vreme, maksimalni obrtni moment, itd.
Džipovi, takođe poznati kao SUV ( Sport Utility vehicles ), su nov element dodat u igru Nid for Spid : Andergraund 2. U ovom slučaju, igrači mogu da modifikuju, "tjuniraju" i voze džipove isto kao i obična kola. Igrači mogu da biraju da se trkaju sa džipovima, ili "miksovano", odnosno i sa džipovima i sa normalnim kolima. Kao i kod kola, igračima je omogućeno da nadograđuju džipove zarad poboljšanja performansi i upravljanja. Kako god, džipovima je dosta teže upravljati zbog njihove ukupne mase, pogotovu pri većim brzinama. Džipovi se nisu pojavljivali ni u jednoj kasnijoj verziji igre, sem kao policijska vozila, sve do 2012. kada je izašla prerada igre Need for Speed : Most Wanted ( Potreba za brzinom : Najtraženiji ).

### Multiplejer
Nid for Spid Andergraund 2 je imao mogućnost igranja sa drugim igračima na radnoj stanici PlayStation 2, personalnim kompjuterima i Xbox-u. Ipak, 2010. godine kompanija EA Games je izbacila tu mogućnost.

## Priča
Igrač se trka u njegovom Nissan Skyline GTR-u kroz grad Olimpik, početak u Nid for Spid : Andergraund-u. On dobija izazov na trku od osobe sa pretećim sadržajem, koji mu nudi mesto u njegovoj ekipi, ali ne prihvata "ne" kao odgovor. Igrač započinje trku, Samanta nazove igrača da ga informiše o žurci samo da bi mu misteriozni vozač u crnom hameru (Hummer H2) napravio zasedu, koji zaslepljuje igrača sa svetlima, zatim uništava Nissan-a i dalje se ničeg ne seća.
U sadašnjosti, igrač se pojavljuje u Bayview-u sa ključevima od Nissan 350z-a, koji ga čeka ispred aerodroma. Igrač je u mogućnosti da kompletira par trka pre nego što ga vrati Rachel. Nakon što se pojavljuje na parking u centru grada, on bira jedan od automobila besplatno, pošto je platio uništenim Skajlajnom.
To je tada, kada se igrač ukrcava na put da postane najbolji trkač u Bayview gradu i eventualno porazi čoveka koji mu je sabotirao auto mesecima unazad. Nakon pobeđivanja u više trka i dobijanja mnogo sponzora, igrač ulazi u klinč sa ekipom uličnih trka pod nazivom "The Wraiths". Posle pobede nad njima, igrač napreduje dok ne čuje još informacija o njima, koji su manipulisali sponzorima u njihovu korist ( i ujedno protiv igrača i Rachel ), pre URL trka( Lige podzemnih trka ). Igrač izaziva njih na seriju URL trka i dolazi do Caleb-a, čoveka koji je odgovoran za uništavanje igračevog Skajlajna. Nakon što igrač pobeđuje tu ekipu u još jednoj URL trci, pobesneli Caleb sa njegovim modifikovanim GTO-om izaziva igrača na finalnu trku. Trka je zapravo kružna sa 5 krugova i ona se pojavljuje na mapi tek kada se završi poslednja URL trka. Nakon što je Caleb izgubio u trci, igrač postaje najbolji vozač u gradu Bayview.

## Kritike
Nid for Spid : Andergraund 2 dobija pozitivne preglede. GameRankings i Metacritic su dali 86% bodova za mobilnu verziju ; 83.50% i 82 od 100 bodova za PC igricu, 82.61% i 83 od 100 bodova za Xbox verziju, 80.77% i 82 od 100 bodova za PlayStation 2 verziju, 79.98% i 77 od 100 bodova za Nintendo verziju, 76.44% i 74 od 100 bodova za PlayStation Portable verziju, 69.45% i 72 od 100 bodova za GameBoy Advance verziju i 65.44% i 65 od 100 bodova za DS verziju. U japanu, kompanija Famitsu je ocenila PSP verziju sa 28 bodova od 40.
Igra je široko smatrana kao jedna od najboljih igra u serijalu ( kao i "Most Wanted" ( Najtraženiji ) ), i upamćena je po kvalitetu gameplay-a, veličine igre, modifikovanje kome kao da nema kraja, zanimljive sporedne misije, grafika i mogućnost "Free Roam"-a ( slobodna vožnja po gradu ). Kako god, neki od elemenata su dosta kritikovani, kao što je to da moramo voziti duge relacije da bi smo došli do željene lokacije, tih glas u igri i jako plasiranje produkta od kompanija koje nemaju veze sa auto-trkama, kao što je integrisani logo od Cingular-a, Američke kompanije za bežičnu komunikaciju, na bilbordima u igrici i prikazivanje istih tokom većeg dela gameplay-a. Verzija na GameCube-u je takođe kritikovana za nestabilno osvežavanje slike i internu grafiku. Hip-hop sleng korišćen pomoću karaktera ( banka - sinonim za novac ), prikazivanje isečaka scena u stilu stripova i nedostatak policije je takođe zaradilo kritike.
Gamespot kompanija je dodelila mobilnoj verziji ocenu od 9.2 od 10 i izjavila:"Ovo nije samo najbolja mobilna verzija trkačke igrice ikada, već i jako potreban prikaz za V Cast ( V uloga ) tehnologiju. Ova igra ima dužinu igre i ponovnog igranja toliko puta od norme mobilnih telefona da poziva na formiranje nove paradigme. Jednostavno rečeno, mobilno gejmerstvo je upravo dobilo jako potreban "udarac" nagore na lestvici evolucije". IGN je dao ocenu istoj verziji 8 od 10 i izjavio: "Ovo je veliki korak za mobilno gejmerstvo, po mom mišljenju. Dok tu postoje neke stvari koje mi se nisu svidele u igri - učitavanje i neki problemi kontrola. Ne mogu poreći da je ovo jedan od boljih proizvoda. Ako želite igru koja će upotpuniti vaš 3D telefon, Need for Speed Underground 2 je prava igra za vas".
Detroit Free Press dao je verziji Rivals ( Rivali ) sve četiri zvezdice, dodajući: "Ovde je zabava samo trkanje na ravnom pravcu, sa urlikanjem motora, skokovima i prečicama koji vam dozvoljavaju da prođete kroz ograde. Ali tu su još neke mogućnosti, uključujući Party play ( Žurka )". The Sydney Morning Herald, ipak, daje Rivalima 3.5 zvezdice od 5 i kaže:"Dokle god nije PSP-ova najbolja trkačka igrica, Rivali je impresionistička igra koja nudi brza uzbuđenja". U drugi ruku, iste novine su dali GameCube-u, PlayStation-u 2, Kompjuterskoj i Xbox verziji ocenu 4 od 5 zvezdica i izjavile:"Dok vozačko-akciona igrica nije skoro zadovoljavajuća igirca kao superiorni Burnout 3, ipak je dovoljno da bi te držalo budnim da igraš 150 ili više trka". The Times su takođe dali igrice ocenu od 4 od 5 zvezdica i izjavili: "Detalji u ovoj igrici su otprilike kao i zvezde i kola. Zaslepljujuće lokacije u centru grada su velike, ističući višespratnice, čija svetla dobacuju do ulica i osvetljavajući ih".
Igra je prodata u oko 11 miliona kopija i postala "best-seler" kao i Greatest Hits sa PlayStation-a 2, Platinum Hits sa Xbox-a i Players Choice sa Gamecube-a.

## Spoljašnji linkovi
- Need for Speed: Underground 2 на веб-сајту  (језик: енглески)
- Need for Speed: Underground 2 на веб-сајту MobyGames (језик: енглески)
- Need for Speed: Underground 2 (Game Boy Advance) на веб-сајту MobyGames (језик: енглески)
- Need for Speed Underground: Rivals на веб-сајту MobyGames (језик: енглески)